# Єгиптопітек
Єгиптопіте́к  (Aegiptopithecus) — рід викопних олігоценових мавп із групи пропліопітекових, що жили близько 30 млн років тому. Відомий завдяки знахідкам у Єгипті, в містечку Фаюм поблизу Каїра.

## Історія відкриття
Відкриття було зроблено на основі досліджень черепа самки виду Aegyptopithecus zeuxis, знайденого командою фахівців, очолюваних Елвіном Сімонсом, професором-антропологом з американського Університету Дьюка, в Єгипті поблизу Каїра в 1966 р. Ці примати були розміром з кішку і жили близько 29 мільйонів років тому. Мікрокомп'ютерна томографія черепа показала, що мозок цієї тварини був набагато меншим, ніж вважали вчені. Фахівці говорять, що у антропоїдів, вищих приматів, що жили одночасно з Aegyptopithecus zeuxis, мозок теж був дуже маленьким. А це означає, що обсяг мозку у приматів, що жили в Америці і в Європі, почав збільшуватися набагато пізніше, ніж припускали домінуючі теорії.
Знахідка групи Сімонса дає ключ до розуміння ходу еволюції інтелекту приматів, яка призвела до виникнення розумного життя. Наукова цінність виявленої голови єгиптопітека значна, так як відомо лише два черепи цього періоду в регіоні, до того ж даний зразок знаходиться в чудовому стані. Він майже не пошкоджений, що дозволяє досліджувати об'єкт за допомогою сучасних високоінформативних методик.
У 2007 р. було виявлено другий, значно менший череп єгиптопітека. Вчені припускають, що менший череп належить особині жіночої статі, а більший — самцеві єгиптопітека.
Результати дослідження черепа самки Aegyptopithecus zeuxis наштовхнули антропологів ще на ряд припущень. Так, маленькі очі, на думку вчених, вказують на те, що мавпа вела активний спосіб життя вдень, а добре розвинена зорова область мозку говорить про те, що тварина мала гострий зір. Порівняння з раніше знайденим черепом самця Aegyptopithecus zeuxis показало, що мавпи чоловічої статі були більшими і агресивнішими, ніж самки. Така різниця характерна для тварин, що живуть групами. Антропологи вважають, що три ознаки — денний спосіб життя, гострий зір і групове існування — і є причинами збільшення об'єму мозку приматів. Хоча, той факт, що у Aegyptopithecus наявні всі три ознаки, а мозок дуже малий, суперечить цій теорії.

## Фізичні характеристики
У єгиптопітека спостерігається схожість з вузьконосими і широконосими мавпами, він поєднує у своїй будові особливості напівмавп і мавпових; але вже є і прогресивні особливості, властиві людиноподібним мавпам. Єгиптопітек — можливий предок проконсула, також він став попередником вищих мавп шимпанзе і горил. Розглядається як представник ранніх гомінідів. Відзначається значний розвиток зорових часток мозку, нюхові цибулини менш розвинені, лобові частки невеликі, відбитки борозен погано помітні на ендокранах. Мозок єгиптопітека був слабше розвинений, ніж у будь-якої сучасної мавпи. Будова плечових кісток примітивна і більше схожа з напівмавпами.
Маса тіла єгиптопітека становила близько 6,7 кг. Функціональна довжина стегнової кістки оцінюється в 150 мм, що більше, ніж у чорноголового капуцина (Cebus apella) і менше, ніж у рудого ревуна (Alouatta seniculus) з Південної Америки. В ході досліджень черепів єгиптопітеків було визначено, що розмір головного мозку самки становив 14.5 см³, а самця — 22 см³. Ці оцінки розвіяли попередні припущення, за якими розмір головного мозку єгиптопітека становив понад 30 см³.

## Спорідненість із сучасною людиною
Єгиптопітеки відносяться до «покоління» спільних предків сучасних людей і мавп, але безпосередньо цей вид живих істот виявився тупиковою гілкою еволюції, тобто, серед нині існуючих тварин його нащадків немає.